# Annetta Johnson Saint-Gaudens

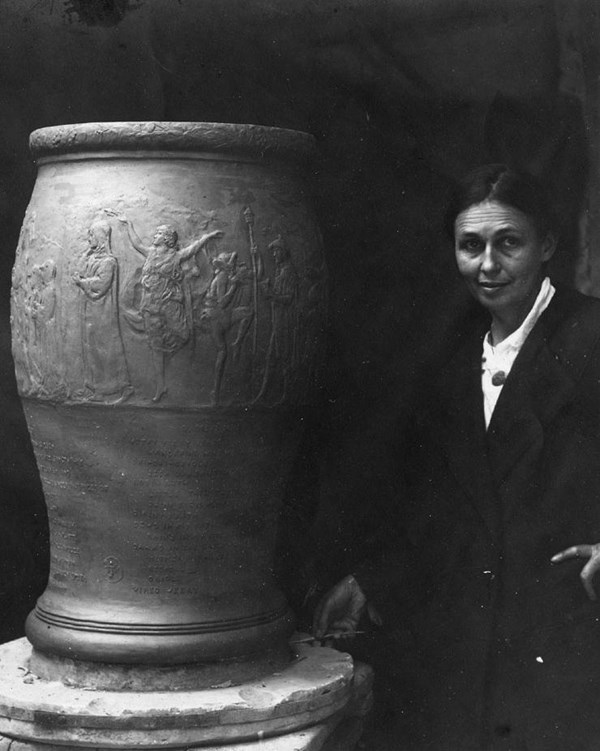
Annetta J Saint-Gaudens frente a su modelo de arcilla de una urna para el Meridan Bird Club.

Annetta Johnson Saint-Gaudens (Flint, Ohio, 1869-1943) fue una escultora estadounidense.  La recordamos por sus esculturillas de niños, animales y fuentes, pero también realizó grandes obras como cuando ayudó a finiquitar la gran escultura alegórica de mármol frente al Museo de Arte de San Luis. Era esposa de Louis Saint-Gaudens y cuñada de Augustus Saint-Gaudens, con quien estudió y trabajó como asistente. Su hermano era el también escultor Burt Johnson.

## Biografía
Comenzó a dibujar y modelar de niña, sus padres quisieron espolear su talento y finalmente la matricularon en la Columbus Art School, más tarde se mudó a Nueva York, donde estudió en la Liga de estudiantes de arte de Nueva York con John Twachtman y Augustus Saint-Gaudens.